# Докозацинктринеодим
Докозацинктринеодим — бинарное неорганическое соединение
неодима и цинка
с формулой Nd3Zn22,
кристаллы.

## Получение
- Сплавление стехиометрических количеств чистых веществ:

{\displaystyle {\mathsf {3Nd+22Zn\ {\xrightarrow {950^{o}C}}\ Nd_{3}Zn_{22}}}}

## Физические свойства
Докозацинктринеодим образует кристаллы
тетрагональной сингонии,
пространственная группа I 41/amd,
параметры ячейки a = 0,8886 нм, c = 2,1251 нм, Z = 4,
структура типа докозацинктрицерия Ce3Zn22 (или докозацинктриплутония Pu3Zn22)
.
Соединение образуется по перитектической реакции при температуре 950°C
.